# 永井秀昭
永井 秀昭（ながい ひであき、1983年9月5日 - ）は、日本のノルディック複合選手。冬季オリンピック3大会出場。2022年北京大会団体銅メダリスト。

## 人物
岩手県二戸郡安代町（後に所属変更により岩手郡安代町、現在の八幡平市安代地区）出身。岩手県立盛岡南高等学校卒業後、早稲田大学を経て、現在は岐阜日野自動車に所属している。
2007年、札幌で開かれたノルディックスキー世界選手権の団体戦で代表デビュー。その後国内で着実に好成績を挙げていき2012年1月のコンチネンタルカップ遠征メンバーに選ばれるとドイツ・クリンゲンタールでの2連戦でそれぞれ7位、3位となり、翌2月3日のイタリア・ヴァル・ディ・フィエンメ大会でノルディック複合・ワールドカップ初出場を果たした。2日後の試合では18位に入り初めてW杯ポイントを獲得。このシーズンは計3試合でW杯ポイントを挙げ、2012/13シーズンからの日本チームのW杯出場枠増に貢献した。
2012-13シーズンはワールドカップで自己最高の8位を記録するなど1桁順位が三回と成績が安定した。ヴァル・ディ・フィエンメで行われた世界選手権の個人（ラージヒル/10km）では4位に入賞した渡部暁斗に次ぐ5位入賞を果たす健闘を見せた。
2013-14シーズン、2014年ソチオリンピック前のワールドカップのうち2試合で9位に入り、30歳にして初出場したオリンピックでは全3種目に出場した。
2016-17シーズン、2月のW杯札幌大会で自己最高を更新する6位。
世界選手権は2021年大会まで連続出場。
オリンピックは2018年平昌、2022年北京まで3大会連続出場。2021-22シーズン限りでの引退を表明して挑んだ北京大会の団体で銅メダルを獲得した。得意のクロスカントリーでは2走を務め、先頭集団でのレースを維持して後続につなげた。38歳での冬季オリンピックのメダル獲得は、2014年ソチ大会時に41歳で獲得したスキージャンプの葛西紀明に次ぐ日本歴代2位（獲得当時）の高齢記録。

## 主な成績

### オリンピック
- 2014年ソチオリンピック（ ロシア）
  - 個人ノーマルヒル22位
  - 個人ラージヒル26位
  - 団体5位（永井秀昭、湊祐介、渡部善斗、渡部暁斗）
- 2018年平昌オリンピック（ 韓国）
  - 個人（グンダーセン、ノーマルヒル）14位
  - 個人（グンダーセン、ラージヒル）12位
  - 団体4位（渡部善斗、永井秀昭、山元豪、渡部暁斗）
- 2022年北京オリンピック（ 中国）
  - 個人（グンダーセン、ラージヒル）31位
  - 団体3位（渡部善斗、永井秀昭、渡部暁斗、山本涼太）

### 世界選手権
- 2007年札幌（ 日本）
  - 団体8位
- 2013年ヴァル・ディ・フィエンメ（ イタリア）
  - 個人ノーマルヒル18位、個人ラージヒル5位

### ワールドカップ
- 最高成績 - 6位（2017年2月10日札幌大会、HS134m/10km）
- シーズン個人総合最高成績 - 22位（2016-17シーズン）
- 団体戦最高成績 - 準優勝（2018年11月25日フィンランド・ルカ大会）

### 日本国内
- 2009年　第87回全日本スキー選手権大会ノルディックスキー・コンバインド　優勝
- 2009年　第80回宮様スキー大会ノルディック・コンバインド　優勝
- 2010年　第88回全日本スキー選手権大会ノルディックスキー・コンバインド　優勝
- 2010年　第65回国民体育大会冬季大会スキー競技会ノルディックスキー・コンバインド 成年A　優勝
- 2010年　第81回宮様スキー大会ノルディック・コンバインド　優勝
- 2011年　第89回全日本スキー選手権大会ノルディックスキー・コンバインド　優勝
- 2011年　第82回宮様スキー大会ノルディック・コンバインド　優勝
- 2011年　第1回名寄コンバインドチャンピオン大会 成年組　優勝